# Гриняй
Гриняй (лит. Griniai) — деревня в Кельмеском районе Шяуляйского уезда Литвы. Центр Пакражантского староства.
Присутствует средняя школа, почтовое отделение (LT-86023), дом культуры, библиотека.

## История
В 1935 году была открыта начальная школа. В 1950—1992 годах деревня была центральным поселком колхоза[[Гриняй#cite note-2|]].

## Галерея

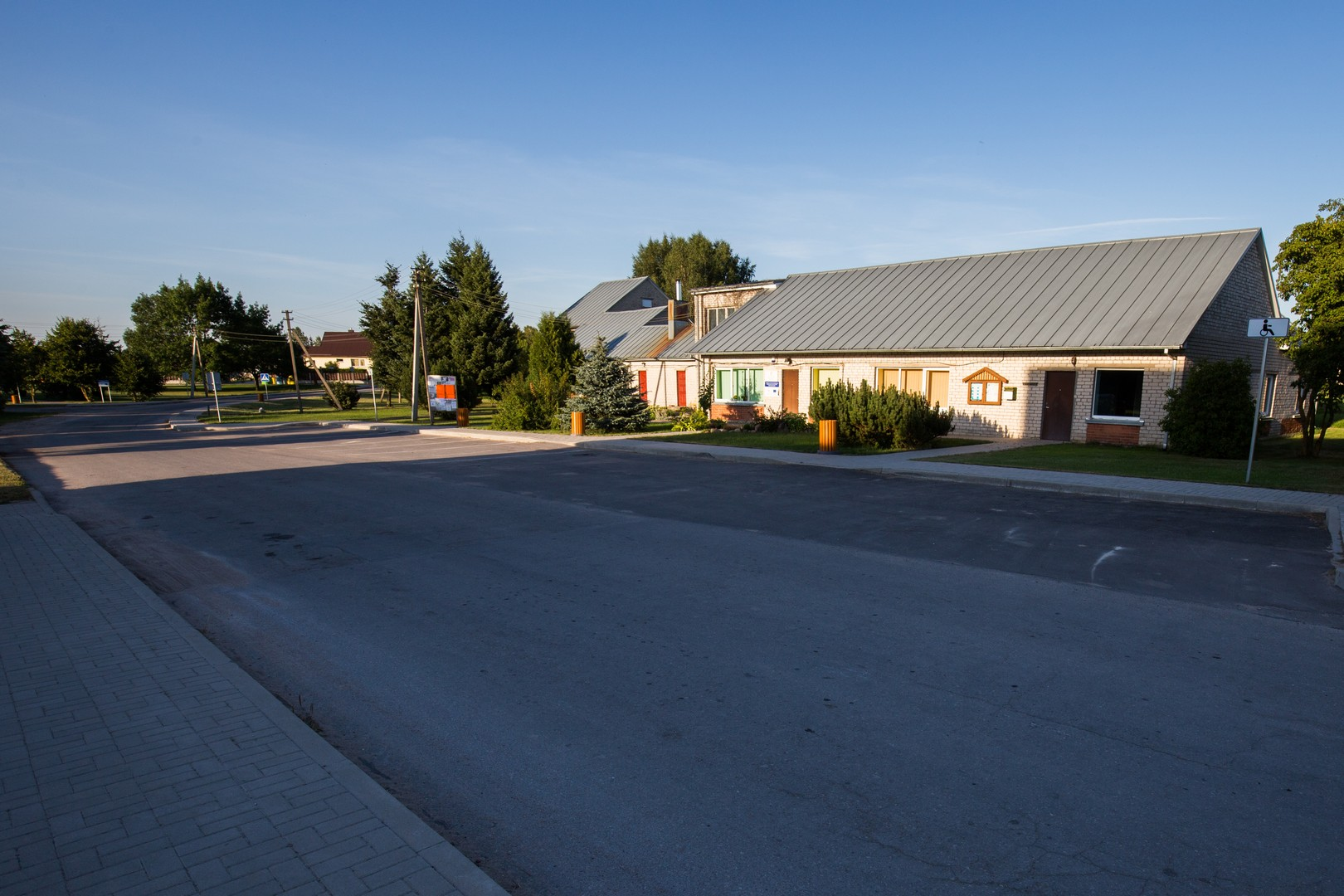
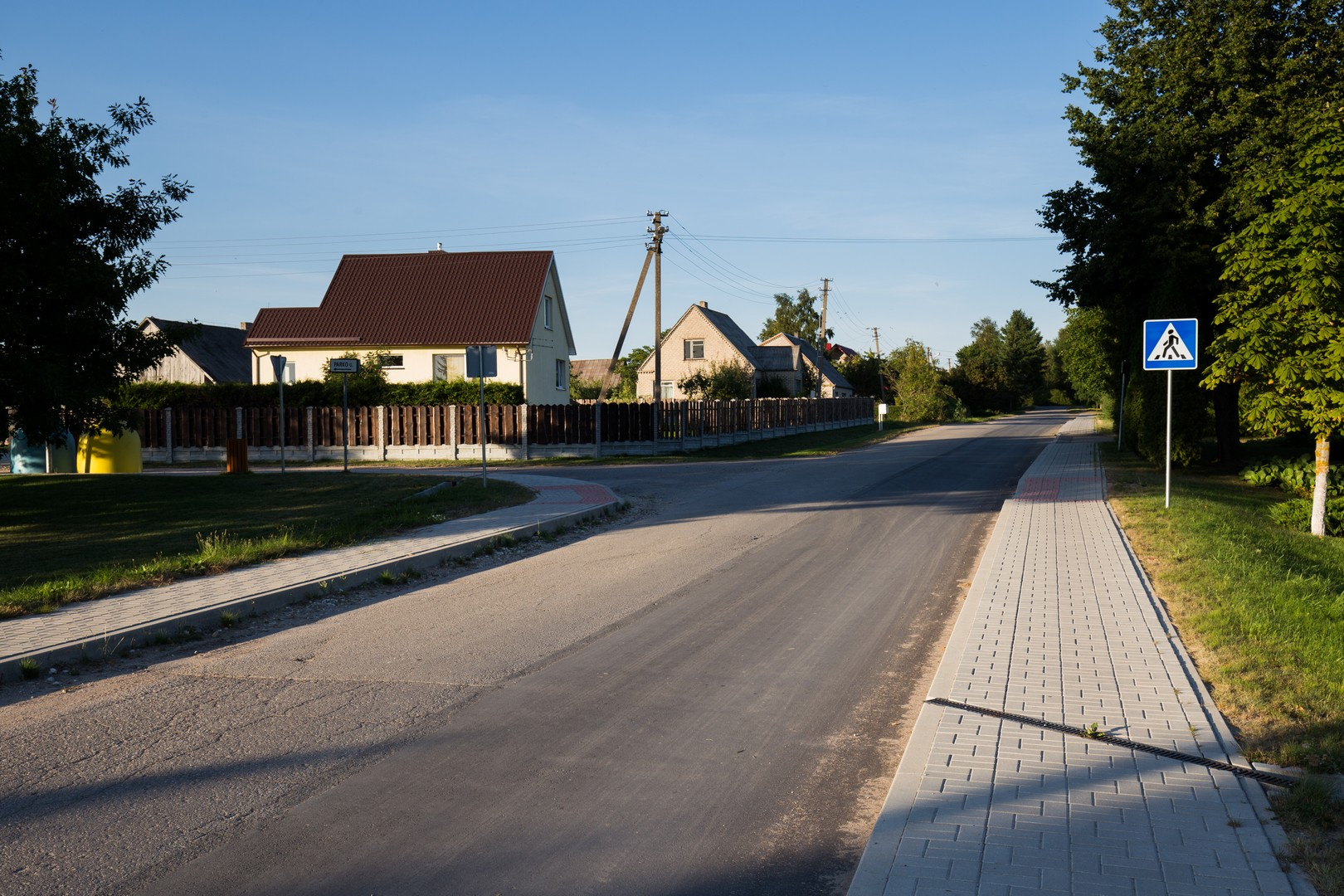
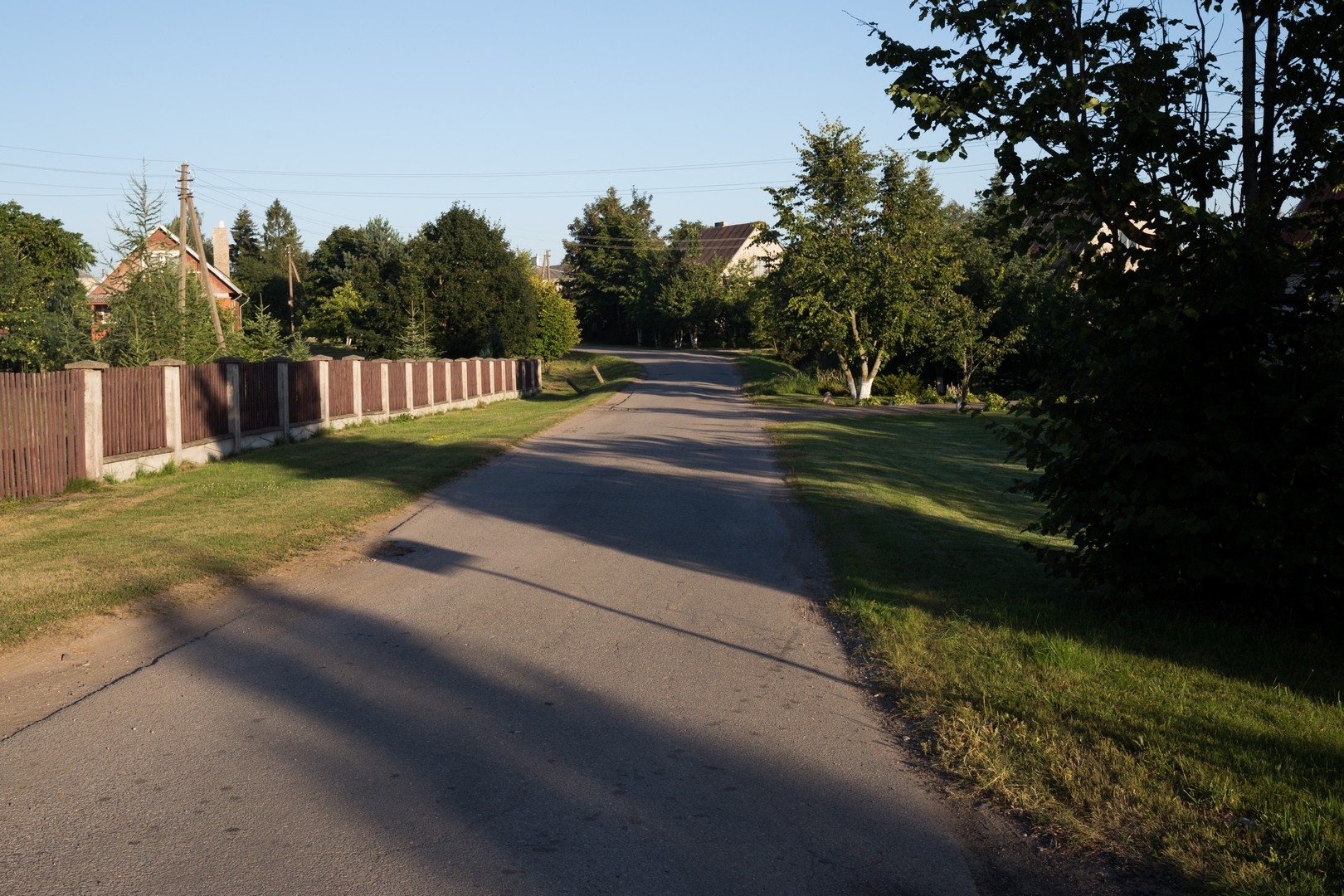
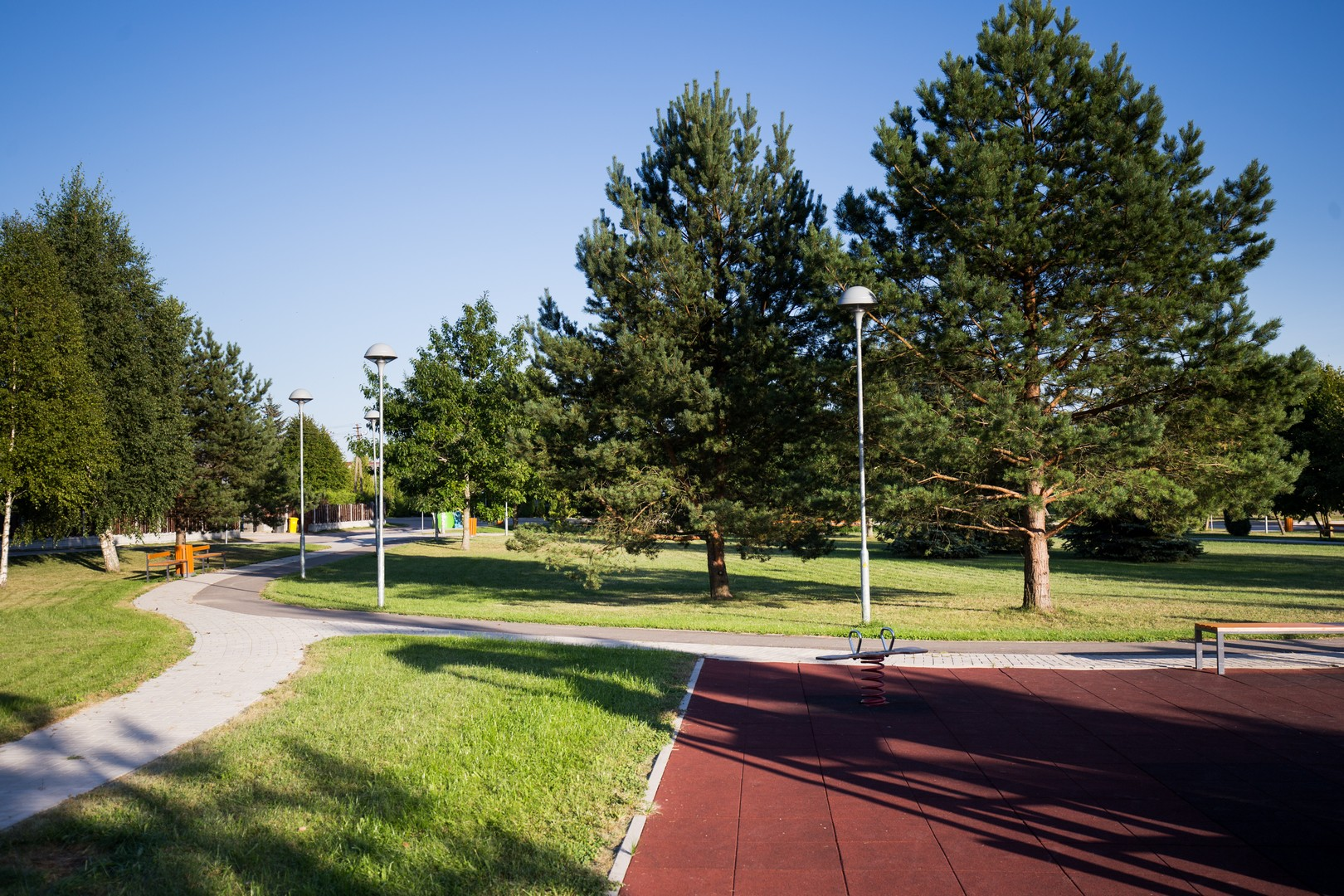
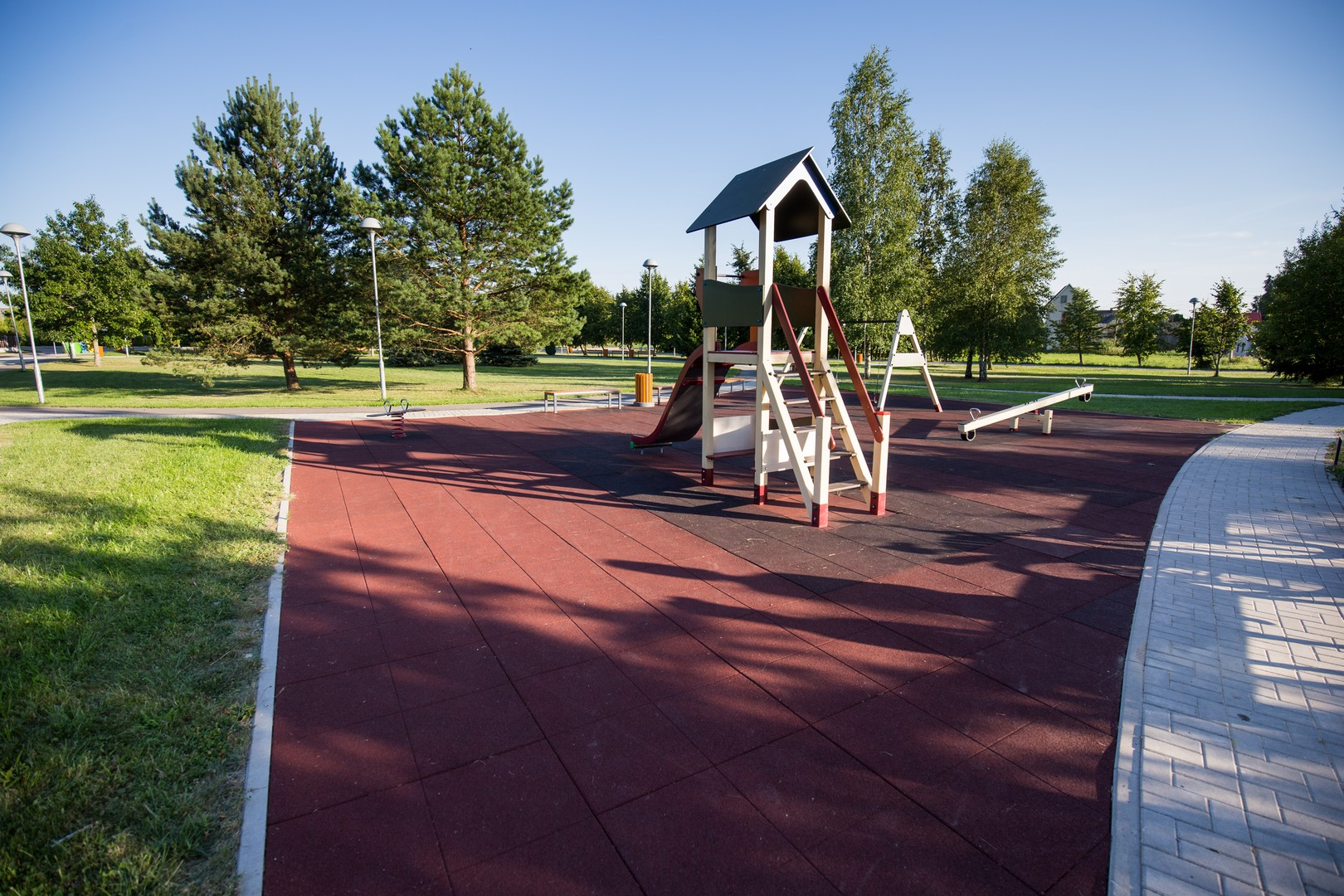

## Население
| 1902                           | 1923 | 1959 | 1970 | 1979 | 1985 | 1989 | 2001 | 2011 |
| ------------------------------ | ---- | ---- | ---- | ---- | ---- | ---- | ---- | ---- |
| 29                             | 38   | 237  | 261  | 387  | 383  | 460  | 383  | 296  |
| Гистограмма динамики населения |      |      |      |      |      |      |      |      |

## Известные жители
- Зенонас Норкус[лит.]